# Soběslav (1004)
Soběslav of Soběbor (ca. 950 - Praag, 1004) was een 10e-eeuwse Boheemse edelman en politiek figuur.

## Biografie
Soběslav was de oudste zoon en opvolger van Slavník. Hij trok veel macht naar zich toe en rivaliseerde met Praag door zijn eigen munt te slaan. De twee Boheemse grootmachten raakte in 995 verwikkeld in een machtsstrijd. In de nacht van 27- 28 september 995 werden vier broers van Soběslav  tijdens een verrassingsaanval door de Přemysliden gedood. Soběslav maakte op dat moment deel uit van een keizerlijke expeditie tegen de heidense Westelijke Slaven. Soběslav vluchtte naar Polen, waar Bolesław I van Polen hem bescherming verleende. Soběslav werd in 1004, tijdens de Duits-Poolse Oorlog, door zijn landgenoten gedood. Op dat moment verleende hij bij Praag rugdekking aan de terugtrekkende Poolse troepen.